# Hippolite Amadi
Pour les articles homonymes, voir Amadi (homonymie).
Hippolite Amadi est un ingénieur nigérian qui est professeur invité à l'Imperial College de Londres. Ses recherches portent sur le développement d’outils d’ingénierie pour accompagner les nouveau-nés. Il reçoit le Nigeria Prize for Science 2023.

## Formation
Amadi commence ses études au Nigeria, où il étudie l'ingénierie mécanique et de production. Après avoir obtenu son diplôme, il passe dix ans à développer des solutions d'ingénierie pour la médecine. Il obtient son diplôme de premier cycle en médecine et son doctorat à l'Imperial College de Londres. Ses recherches doctorales couvrent la recherche orthopédique, avec un accent sur la biomécanique. Il s'inquiète de la mort des nouveau-nés et consacre sa carrière à protéger les jeunes bébés. 

## Recherches et carrière
Amadi enseigne dans plus de vingt hôpitaux tertiaires au Nigeria. Les décès de nouveau-nés surviennent principalement au cours des 7 premiers jours de la vie au Nigeria. Amadi développe un ventilateur non invasif à énergie solaire pour les nourrissons prématurés. L'appareil peut être utilisé chez les patients souffrant du syndrome de détresse respiratoire aigu. En 2005, il commence à travailler avec les directeurs médicaux en chef du Nigeria et il crée une flotte d'incubateurs néonatals.
En 2023, il est lauréat du prix nigérian pour la science pour son développement de technologies respiratoires peu coûteuses pour maintenir en vie les nouveau-nés nigérians,.

## Innovations
Parmi ses innovations et ses découvertes dans diverses disciplines médicales figrent la découverte du modèle mathématique qui relie le col d'insertion capsulaire de l'humérus proximal humain à son col anatomique en 2006 ; l'innovation de la technologie de l'incubateur recyclé (RIT) pour les interventions en incubateur néonatal en 2003 ; la découverte du syndrome tropical de la fièvre du soir (EFS) chez le nouveau-né en 2012 et son antidote contre l'hyperthermie néonatale en 2014 ; l'innovation de l'approche Handy (HHA) en 2012 et de l'algorithme initial à points fixes (HISA) en 2014 ; l'innovation de l'algorithme à points fixes (HISA) en 2011 ; l'innovation de l'algorithme à points fixes (HISA) en 2011 ; l'innovation de l'algorithme à points fixes (HISA) en 2012 ; l'innovation du ventilateur Politeheart - un dispositif de pression positive continue à bulles (CPAP) en 2017 ; l'innovation du système de répartition de l'alimentation en oxygène Polite - le PSS - en 2019  ; l'invention de Polite02Blend en 2019 - un système de mélange oxygène-air pour l'assistance respiratoire néonatale.
Hippolite Amadi figure régulièrement sur la liste des conseillers de l'OMS et de la Banque mondiale concernant l'impact du changement climatique sur la santé néonatale dans une perspective africaine. Les membres de son groupe de recherche nigérian sont répartis dans les hôpitaux de toutes les zones géopolitiques du pays, ce qui lui permet d'avoir un accès à des données factuelles à l'échelle nationale représentative . 
Son rôle à l'Imperial College de Londres se concentre sur la technologie médicale frugale pour les pays à faibles et moyens revenus. Il est également consultant principal de l'organisation caritative Neonatal Concerns for Africa.

## Publications (sélection)
- (en) Hippolite O Amadi, Chinmay M Gupte, Denny T T Lie, Ian D McDermott, Andrew A Amis et Anthony M. J. Bull, « A biomechanical study of the meniscofemoral ligaments and their contribution to contact pressure reduction in the knee », Knee Surgery, Sports Traumatology, Arthroscopy, Springer Science+Business Media, vol. 16, no 11,‎ 19 août 2008, p. 1004-1008 (ISSN 0942-2056 et 1433-7347, OCLC 488595845, PMID 18712357, DOI 10.1007/S00167-008-0592-0).
- (en) Hippolite O Amadi, Eyinade K Olateju, Peter Alabi, Mohammed B Kawuwa, Mike O Ibadin et Akin O Osibogun, « Neonatal hyperthermia and thermal stress in low- and middle-income countries: a hidden cause of death in extremely low-birthweight neonates », Paediatrics and international child health, Maney Publishing (d), vol. 35, no 3,‎ 2 mai 2015, p. 273-281 (ISSN 2046-9047 et 2046-9055, PMID 25936414, DOI 10.1179/2046905515Y.0000000030).
- (en) Amadi HO, Mokuolu OA, Adimora GN, Pam SD, Etawo US, Ohadugha CO et Adesiyun OO, « Digitally recycled incubators: better economic alternatives to modern systems in low-income countries », Annals of Tropical Paediatrics, Maney Publishing (d), vol. 27, no 3,‎ 1er septembre 2007, p. 207-214 (ISSN 0272-4936 et 1465-3281, PMID 17716449, DOI 10.1179/146532807X220325).